# Tre Cime di Lavaredo (ascension cycliste)
Tre Cime di Lavaredo est une route permettant d'accéder aux Tre Cime di Lavaredo, dans les Dolomites, à la limite entre les régions italiennes de Vénétie et du Trentin-Haut-Adige/Sud Tirol. Elle constitue une ascension cycliste notable du Tour d'Italie.
Le refuge Auronzo a été le théâtre de l’étape du Giro d’Italia à plusieurs reprises. La dernière montée, très exigeante, monte de Misurina (1 760 m) au refuge (2 330 m) en 7 km environ. La dernière section franchit une différence de hauteur de 477 m sur moins de 4 km, pour une pente moyenne de plus de 12 % et des pics allant jusqu'à 19 %.
La première fois, en 1967, une étape a été remportée par Felice Gimondi devant Eddy Merckx et Gianni Motta, mais elle a été annulée.
L'année suivante se passa mieux, avec une étape mémorable qui vit sous la neige la victoire du Belge Eddy Merckx qui portait le maillot rose pour l'emporter à Milan.
L'étape la plus célèbre terminée sous le Tre Cime est certainement celle du Giro de 1974 : le vainqueur de l'étape était l'Espagnol José Manuel Fuente, mais le véritable protagoniste était Gianbattista Baronchelli, âgé de 21 ans, qui avait sorti le leader du classement. Eddy Merckx n’a pas perdu son maillot rose pour seulement 12 s.
En 1981, la victoire est remportée par le Suisse Beat Breu, tandis qu'en 1989, le Colombien Luis "Lucho" Herrera l'emporta.
Après plusieurs années d'absence, l'arrivée aux Tre Cime di Lavaredo a été réinsérée dans le Giro d'Italia 2007 (15e étape) et a vu la victoire du jeune Modénois Riccardo Riccò, suivi de son coéquipier Leonardo Piepoli. Dans le Tour d'Italie 2013, la victoire revenait au champion sicilien Vincenzo Nibali, avec une arrivée solitaire au beau milieu d'une tempête de neige.
| Édition | Étape | Départ de l'étape      | Distance (km) | Vainqueur de l'étape | Maillot rose       |
| ------- | ----- | ---------------------- | ------------- | -------------------- | ------------------ |
| 1968    | 12    | Gorizia                | 213           | Eddy Merckx          | Eddy Merckx        |
| 1974    | 20    | Pordenone              | 163           | José Manuel Fuente   | Eddy Merckx        |
| 1981    | 20    | San Vigilio di Marebbe | 100           | Beat Breu            | Giovanni Battaglin |
| 1989    | 13    | Padoue                 | 207           | Luis Herrera         | Erik Breukink      |
| 2007    | 15    | Trente                 | 184           | Riccardo Riccò       | Danilo Di Luca     |
| 2013    | 20    | Silandro               | 210           | Vincenzo Nibali      | Vincenzo Nibali    |
| 2023    | 19    | Longarone              | 183           | Santiago Buitrago    | Geraint Thomas     |